# Uggiate-Trevano
Uggiate-Trevano là một đô thị ở tỉnh Como trong vùng Lombardia, có cự ly khoảng 40 km về phía tây bắc của Milano và khoảng 9 km về phía tây của Como, on the border with Switzerland. Tại thời điểm ngày 31 tháng 12 năm 2004, đô thị này có dân số 4.011 người và diện tích là 5,8 km².
Uggiate-Trevano giáp các đô thị: Albiolo, Bizzarone, Drezzo, Faloppio, Novazzano (Switzerland), Ronago, Valmorea.